# Etnoecologia
L'etnoecologia és l'estudi interdisciplinari dels sistemes de coneixement, pràctiques, i creences dels diferents grups humans sobre el seu ambient.
Els estudis etnoecològics es basen en una perspectiva multidisciplinària fonamentada en les ciències naturals i el comportament dels grups humans, tant des de la perspectiva dels pobladors dels pobles en desenvolupament com, també, des del punt de vista dels responsables polítics de les nacions industrials. Aquests estudis ajuden a entendre els problemes socials i mediambientals actuals, com per exemple, la degradació ecològica, el canvi climàtic, la pèrdua de la diversitat biològica i cultural, l'escassetat d'aigua, les desigualtats econòmiques i, fins i tot, les transicions demogràfiques.
Es podria dir que l'etnoecologia se centra en l'estudi de tres àmbits diferents, però, interrelacionats: el sistema de creences o cosmovisions, el conjunt de coneixements o sistemes cognitius, i el conjunt de pràctiques productives, incloent-hi els diferents usos dels recursos naturals. L'etnoecologia ofereix, doncs, un marc conceptual i un mètode per a l'estudi integral dels processos de l'apropiació humana de la natura. A partir dels nombrosos estudis etnoecològics realitzats entre innombrables cultures de diferents hàbitats del planeta és possible establir alguns trets generals de les formes com els pobles indígenes del món contemporani conceben, coneixen i utilitzen la naturalesa i els seus recursos.
L'etnoecologia s'ocupa de valorar els coneixements mil·lenaris sobre la naturalesa dels pobles indígenes i rurals del planeta. Es poden distingir dues tradicions intel·lectuals que han elaborat una comprensió sobre la naturalesa: l'occidental forjadora de la ciència moderna i aquella altra, anomenada l'experiència tradicional, que aglutina diverses formes de comprensió sobre el món natural. Així, és possible distingir dues ecologies i no només aquella que organitza la ciència moderna i que ha invisibilitzat les ecologies de milers de cultures indígenes que es resisteixen a l'expansió del món industrial i els que sostenen els ecosistemes planetaris. Fer-les visibles requereix un pensament crític que ofereix una mirada etnoecològica.